# Rinite
La rinite o coriza o congestione nasale è un termine medico che descrive l'irritazione e l'infiammazione della mucosa nasale. I sintomi più comuni della rinite sono: la sensazione di naso chiuso, naso che cola e gocciolamento retro-nasale.
Il tipo più comune di rinite è la rinite allergica, che è di solito scatenata dalla presenza di allergeni nell'aria (ad esempio polline e peli o forfora di animali). Quest'ultimo particolare tipo di rinite può associarsi anche ad altra sintomatologia, quale ad esempio starnuti e prurito nasale, tosse, cefalea (mal di testa), astenia, malessere generale, rallentamento cognitivo oltre a tutta una serie di sintomi che sono riferiti agli occhi, quali prurito oculare, arrossamento oculare (congiuntivite), lacrimazione persistente, edema perioculare.
La rinite è una patologia molto comune in tutto il mondo. La rinite allergica è più comune in alcuni paesi rispetto ad altri. Negli Stati Uniti, circa il 10% -30% degli adulti presentano annualmente almeno un episodio di rinite allergica.

## Epidemiologia
Secondo degli studi condotti negli Stati Uniti una percentuale variabile tra il 10% ed il 30% degli adulti soffre di questo disturbo. In termini assoluti ciò significa che più di cinquanta milioni di americani ne soffrono. La rinite è spesso associata con problemi di insonnia, di udito, e anche a problemi di apprendimento. Il disturbo è ampiamente diffuso in tutto il mondo, ma risulta più comune in alcuni paesi rispetto ad altri.
Alcuni studi effettuati nella penisola scandinava evidenziano una prevalenza cumulativa di circa il 15%.

### Mortalità e morbilità
La mortalità della rinite, ed in particolare della rinite allergica, è legata al fatto di potersi accompagnare all'aggravamento. La forma allergica spesso si associa ad altri disordini, come ad esempio l'asma e le sue esacerbazioni. Diversi studi recenti sembrano indicare che una rinite allergica non ben controllata possa peggiorare l'infiammazione di una concomitante dermatite atopica o dell'asma, in quest'ultimo caso riducendo notevolmente la qualità di vita del paziente ed incrementando anche la mortalità. In uno studio del 2003 è stato ribadito che il trattamento della rinite (con corticosteroidi per via nasale) migliora la sintomatologia dell'asma, ma nel contempo che il FEV1 non migliora in modo significativo.
Questa condizione può anche associarsi a sinusiti, poliposi nasale, otite media, congiuntivite allergica e dermatite atopica.
Questi pazienti spesso soffrono di affaticamento, malessere generale, sonnolenza diurna (talvolta dovuta anche al trattamento cui si debbono necessariamente sottoporre), disturbi del sonno, e ciò può comportare un peggioramento dell'attività lavorativa o del rendimento scolastico, con inevitabili costi sociali in termini di giornate di lavoro o scolastiche perse.

## Eziologia
La rinite può essere causata da fattori allergici, non allergici, ormonali, occupazionali, infezioni, ed altri fattori ancora. In molti casi si associa ad un aumento di produzione di istamina, in particolare quando causata da allergeni, con conseguente interessamento di naso, gola, occhi ed associato un aumento della produzione di fluidi in queste aree.
Ancora oggi, molto spesso, la causa precisa di una rinite non è nota, nonostante i tentativi diagnositici messi in atto da medico e paziente.
La rinite può essere classificata sostanzialmente in tre tipi: 
1. Rinite infettiva: comprende le forme da infezioni batteriche e virali acute e croniche.
2. Rinite non allergica o vasomotoria: comprende la rinite autonomica, la rinite ormonale, atrofica, gustativa, la rinite medicamentosa e quella indotta da farmaci.
3. Rinite allergica: si tratta della forma scatenata dalla inalazione di pollini, muffe, peli di animali, polvere, balsamo del Perù, e altri simili allergeni che possono essere inalati.

### Rinite infettiva
La rinite è comunemente causata da una infezione virale o batterica, tra cui il comune raffreddore, scatenato da un'infezione da rhinovirus, coronavirus e virus influenzali. In alcuni casi alla base vi può essere un'infezione da adenovirus, virus parainfluenzali umani, virus sinciziale respiratorio umano, enterovirus diversi da rinovirus, metapneumovirus, e virus del morbillo. La rinite può anche associarsi ad una sinusite batterica, che di norma è causata da Streptococcus pneumoniae, Haemophilus influenzae e Moraxella catarrhalis. I sintomi del raffreddore comune comprendono rinorrea, mal di gola (faringite), tosse, congestione nasale e, talvolta, una leggera cefalea.

### Rinite vasomotoria
Questa forma di rinite può essere causata da un ampio numero di sostanze differenti, generalmente irritanti. In molti casi non è dato identificare una causa precisa o specifica di infiammazione. Si parla in questo caso di rinite vasomotoria o rinite non-allergica o ancora di rinite idiopatica. 
Sono diversi e molteplici gli stimoli non specifici che possono indurre questo tipo di rinite. Fra questi, in particolare, si segnalano le variazioni di alcuni parametri ambientali (temperatura, umidità, pressione atmosferica) o del tempo, oppure la presenza nell'aria di irritanti (odori, fumi, smog, profumi), fattori alimentari (l'assunzione di cibi piccanti, alcol), ma anche fattori emotivi e la stessa eccitazione sessuale. 
I meccanismi che stanno alla base della rinite vasomotoria non sono stati ancora completamente chiariti, ma si ritiene che tutti questi stimoli (triggers) non allergici comportino una dilatazione dei vasi sanguigni all'interno dei tessuti del naso, con conseguente vasodilatazione, edema locale (congestione nasale) e rinorrea (scolo di muco dal naso).
La rinite vasomotoria talvolta può coesistere con una rinite allergica, dando luogo ad un quadro noto con il nome di "rinite mista". La patogenesi della rinite vasomotoria non è chiara ma sembra coinvolgere meccanismi di infiammazione neurogena.
La rinite vasomotoria sembra essere significativamente più comune nelle donne rispetto agli uomini, e questo fatto ha portato a sospettare (ma non vi sono ancora evidenze al riguardo) che gli ormoni possano giocare un importante ruolo in essa.
In generale l'insorgenza di questa forma si verifica dopo i 20 anni di età, in contrasto con la rinite allergica che può svilupparsi a qualsiasi età. I soggetti affetti da rinite vasomotoria tipicamente sperimentano la sintomatologia ad essa collegata per tutto l'anno, anche se i sintomi possono esacerbarsi in primavera e in autunno, quando i rapidi cambiamenti del tempo sono più comuni.
Diversi agenti antistaminici, fra cui l'azelastina, applicato localmente come spray nasale, possono risultare utili ed efficaci per il trattamento della rinite vasomotoria. Il fluticasone propionato o la budesonide (entrambi farmaci di tipo steroideo) in forma di spray da spruzzare nelle narici possono essere utilizzati per il trattamento sintomatico.

### Rinite allergica
La rinite allergica (o febbre da fieno allergica) può far seguito alla inalazione, da parte di un individuo con un sistema immunitario sensibilizzato, di un allergene come il polline, la polvere, o il balsamo del Perù. Tale inalazione innesca la produzione di anticorpi.
Questi anticorpi si legano principalmente a delle cellule, i mastociti, che contengono quantità significative di granuli di istamina. Quando i mastociti vengono ad essere stimolati da un allergene, l'istamina (ma anche altre sostanze chimiche) viene ad essere rilasciata nel torrente circolatorio. A seguito di questo rilascio massivo di istamina si verificano sintomi quali prurito, edema e la produzione di muco. È attraverso questo meccanismo che i piccoli granelli di polline, provenienti da un'ampia varietà di piante comuni, possono scatenare la cosiddetta febbre da fieno.
I sintomi variano di gravità tra i diversi individui. I soggetti molto sensibili possono sperimentare orticaria o altre eruzioni cutanee. Il particolato presente nell'aria inquinata ed eventuali altre sostanze chimiche (come il cloro e altri vapori), che possono essere normalmente tollerati, possono notevolmente aggravare la condizione del paziente.
I caratteristici reperti fisici dei soggetti affetti da rinite allergica includono edema e iperemia congiuntivale, edema palpebrale, stasi venosa della palpebra inferiore, edema dei turbinati nasali e, talvolta, presenza di effusione dell'orecchio medio.
In seguito alla diagnosi di allergia, il percorso terapeutico consiste in una strategia integrata, basata su prevenzione, terapia farmacologica e immunoterapia allergene-specifica - il cosiddetto vaccino.
Il primo approccio dovrebbe in ogni caso prevedere l'uso di sostanze non aggressive per la mucosa, da poter impiegare a lungo. Ad esempio il sodio ialuronato (acido ialuronico) è una sostanza naturale e senza effetti collaterali, che facilita il meccanismo di “pulizia” dell'epitelio nasale, e quindi della rimozione degli allergeni.
È inoltre dimostrato che il sodio ialuronato 9 mg APM (alto peso molecolare), somministrato sotto forma di nebulizzazioni nasali in aggiunta a corticosteroidi e antistaminici, porta a un miglioramento generale, sia nelle riniti allergiche sia in quelle non allergiche.
Anche se un soggetto presenta un prick test, una reazione intradermica ed esami del sangue negativi per allergie, potrebbe comunque essere affetto da rinite allergica, in una forma di allergia localizzata al naso. In questi casi si dice che il paziente ha una rinite allergica localizzata. Sono numerose le persone nelle quali, pur essendo stata diagnosticata in precedenza una rinite non allergica, sono effettivamente affette da rinite allergica localizzata.

### Rinite medicamentosa
Si tratta di una condizione di congestione nasale da rimbalzo causata da un uso esteso di decongestionante topico (ad esempio ossimetazolina, fenilefrina, xylometazolina e nafazolina), che determina una costrizione dei vasi sanguigni nei tessuti del naso.
Ecco alcuni dei principali fattori scatenanti della rinite:
- Difetti mucotici (rinopatie)
- Diversi come:
  - Reazione al cibo
  - Emozioni
  - Difetto anatomico
  - Immunodeficienza
  - Statine

## Presentazione clinica
Il primo sintomo di una rinite è la rinorrea.  L'infiammazione provoca una eccessiva produzione di muco causando così la rinorrea, congestione nasale e catarro.

## Tipologia

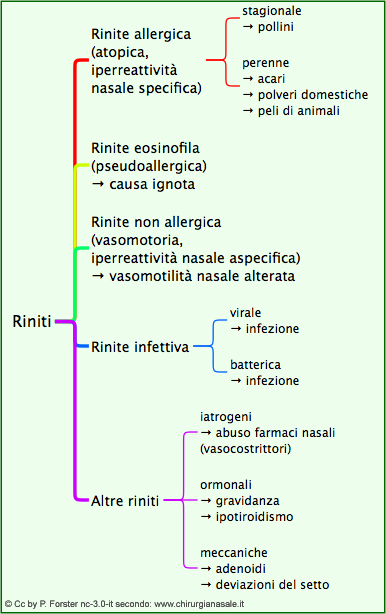
Classificazione di riniti

Eziologicamente le riniti si dividono in due tipi: 
- Rinite allergica
- Rinite non allergica

Mentre la divisione su base temporale avviene fra due gruppi:
- Riniti croniche
- Riniti acute

Altri tipi vedi nell'immagine accanto.

## Test per la rinite allergica
Il miglior metodo per diagnosticare la rinite allergica è lo skin test, meno costoso, più veloce e pratico rispetto ai vari test in vitro.